# Rhyphonemognatha
Rhyphonemognatha is een geslacht van kevers uit de familie oliekevers (Meloidae).
Het geslacht is voor het eerst wetenschappelijk beschreven in 1956 door Enns.

## Soorten
Het geslacht omvat de volgende soorten:
- Rhyphonemognatha rufa (LeConte, 1854)
- Rhyphonemognatha sanguinicollis (Champion, 1892)